# 多十郎殉愛記
『多十郎殉愛記』（たじゅうろうじゅんあいき）は2019年4月12日に公開された日本映画。中島貞夫監督による20年ぶりの長編劇映画で、主演を高良健吾が務めた。「殺陣の魅力を存分に見てもらうこと」をコンセプトに制作された剣戟映画となっている。
全国上映を前に京都国際映画祭2018にてクロージング作品として上映された。
2020年9月16日に日本映画専門チャンネルで初めて放送された。

## あらすじ
親の借金から逃げるように長州を脱藩した清川多十郎は、幕末の京都で居酒屋の用心棒をしていた。糧を得るためだけの生活を送るなか、店を切り盛りするおとよは多十郎に好意を寄せていたが、彼女の気持ちに多十郎は気付いていない。新選組の取り締まりが強まりを見せていた頃、多十郎を頼って腹違いの弟・数馬が上洛してくる。時を同じくして、京都見廻組は多十郎の存在を知り、新撰組より先に手柄を立てようと多十郎の捕縛に乗り出し襲撃を始める。

## キャスト
- 清川多十郎：高良健吾
- おとよ：多部未華子
- 清川数馬：木村了
- おみつ：三島ゆり子
- 老僧：栗塚旭
- おはる：山本千尋
- 伊藤三左衛門：谷口高史
- 勘兵衛：工藤堅太郎
- 地廻りの親分：堀田眞三
- 福本清三
- 桂小五郎：永瀬正敏（特別出演）
- 溝口蔵人：寺島進

## スタッフ
- 監督：中島貞夫
- 脚本：中島貞夫、谷慶子
- 監督補佐：熊切和嘉、谷慶子
- 音楽：栗山和樹
- 主題歌：中孝介「Missing」（よしもとミュージックエンタテインメント）[4]
- 製作：岡本昭彦、吉崎圭一、宮崎伸夫、杉田成道、有馬一昭
- エグゼクティブプロデューサー：片岡秀介、藤田浩幸、飯田雅裕、宮川朋之、小金澤剛康
- チーフプロデューサー：古賀俊輔
- プロデューサー：新野安行、谷垣和歌子
- アシスタントプロデューサー：城内政芳
- 撮影：朝倉義人
- 美術：松宮敏之
- 照明：山中秋男
- 録音：田代博司
- 殺陣：清家三彦
- 装飾：大橋豊
- 装身具：井上充
- 衣装：古賀博隆
- 美粧：大村弘二
- 結髪：広瀬紀代美
- 編集：米田武朗
- 記録：永倉美香
- キャスティング：杉野剛
- 助監督：匂坂力祥
- 制作担当：中森幸介
- 東映京都撮影所スタジオ統括：福島一貴
- 文化庁文化芸術振興費補助金（映画創造活動支援事業） 独立行政法人日本芸術文化振興会
- 配給・宣伝：東映、よしもとクリエイティブ・エージェンシー
- 制作プロダクション：ザフール
- 制作協力：東映京都撮影所
- 制作：よしもとクリエイティブ・エージェンシー
- 製作：「多十郎殉愛記」製作委員会（吉本興業、電通、朝日新聞社、時代劇専門チャンネル、イオンエンターテイメント）

## 関連作品
- 遊撃 / 映画監督 中島貞夫 （2023年） - 「多十郎殉愛記」撮影時の中島監督を追ったドキュメンタリー映画。